# Streckryggig trupial
Streckryggig trupial (Icterus pustulatus) är en fågel i familjen trupialer inom ordningen tättingar.

## Utbredning och systematik
Streckryggig trupial delas vanligen in i åtta underarter med följande utbredning:
- Icterus pustulatus microstictus – nordvästra Mexiko
- Icterus pustulatus pustulatus – sydvästra Mexiko (Colima till norra Oaxaca, Puebla och Veracruz)
- Icterus pustulatus graysonii – Islas Marias (utanför västra Mexiko)
- Icterus pustulatus formosus – Oaxaca och Chiapas i södra Mexiko till nordvästra Guatemala
- Icterus pustulatus maximus – floden Rio Negros dalgång i nordcentrala Guatemala
- Icterus pustulatus alticola – Guatemala till nordöstra Honduras
- Icterus pustulatus pustuloides – vulkanen San Miquel i östcentrala El Salvador
- Icterus pustulatus sclateri – södra El Salvador till Costa Rica

## Status och hot
Arten har ett stort utbredningsområde och det finns inga tecken på vare sig några substantiella hot eller att populationen minskar. Utifrån dessa kriterier kategoriserar IUCN arten som livskraftig (LC). Beståndet uppskattas till i storleksordningen fem till 50 miljoner vuxna individer.